# Gemeentemuseum Den Haag

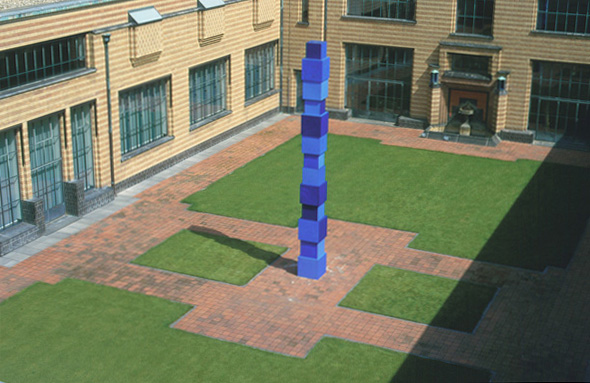
Jürgen Partenheimer: Weltachse V, installation 1999.

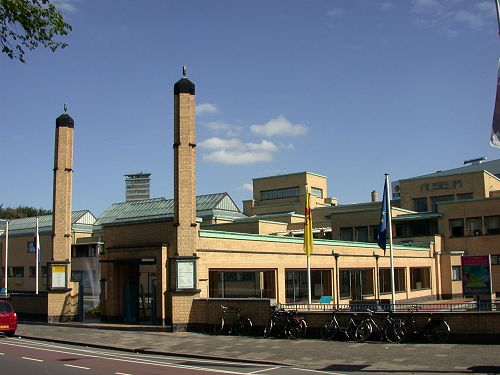
Gemeentemuseum Den Haag.

Gemeentemuseum Den Haag är ett konstmuseum i Haag i Nederländerna.
Gemeentemuseum Den Haag uppfördes 1931–1935 och ritades av den nederländske arkitekten Hendrik Petrus Berlage. Det har den största samlingen av verk av Piet Mondrian i världen, vilken bland annat inkluderar hans sista verk, den ofullbordade Victory Boogie-Woogie.
GEM museum voor actuele kunst och Fotomuseum Den Haag ingår i organisationen Gemeentemuseum, men ligger i den angränsande Schamhartflygeln, som ritats av arkitekten Sjoerd Schamhart och invigdes 1963.

## Musikinstrument
Museets musiksamlingar inkluderar en stor samling musikinstrument och ett musikbibliotek, men tonvikt på europeisk musik.

## Skulpturpark
Till museet hör en skulpturpark.